# Travertin
Pour les articles homonymes, voir Tuf.
Ne doit pas être confondu avec Tuf volcanique.
Le travertin est une roche sédimentaire calcaire continentale à aspect concrétionné, grossièrement litée, de couleur blanche quand elle est pure, ou tirant vers le gris, le jaunâtre, le rougeâtre ou le brun, selon les impuretés qu'elle renferme. La roche est caractérisée par de petites cavités (vacuoles) inégalement réparties. Cette roche carbonatée se dépose aux émergences de certaines sources, et dans des cours d'eau peu profonds à petites cascades.
Les travertins actuels contiennent de l'aragonite qui recristallise rapidement en calcite. Selon Julien Curie, le mot travertin désigne la roche produite en condition thermale (eau naturellement réchauffée), alors que le tuf calcaire désigne la roche produite dans une eau froide.

## Étymologie
Le terme vient de l'italien tivertino, lui-même issu du latin (lapis) tiburtinus qui signifie « (pierre de) Tivoli ». En effet cette roche est depuis longtemps extraite de carrières proches de cette ville, alors appelée Tibur en latin, située à une trentaine de kilomètres de Rome.

## Formation

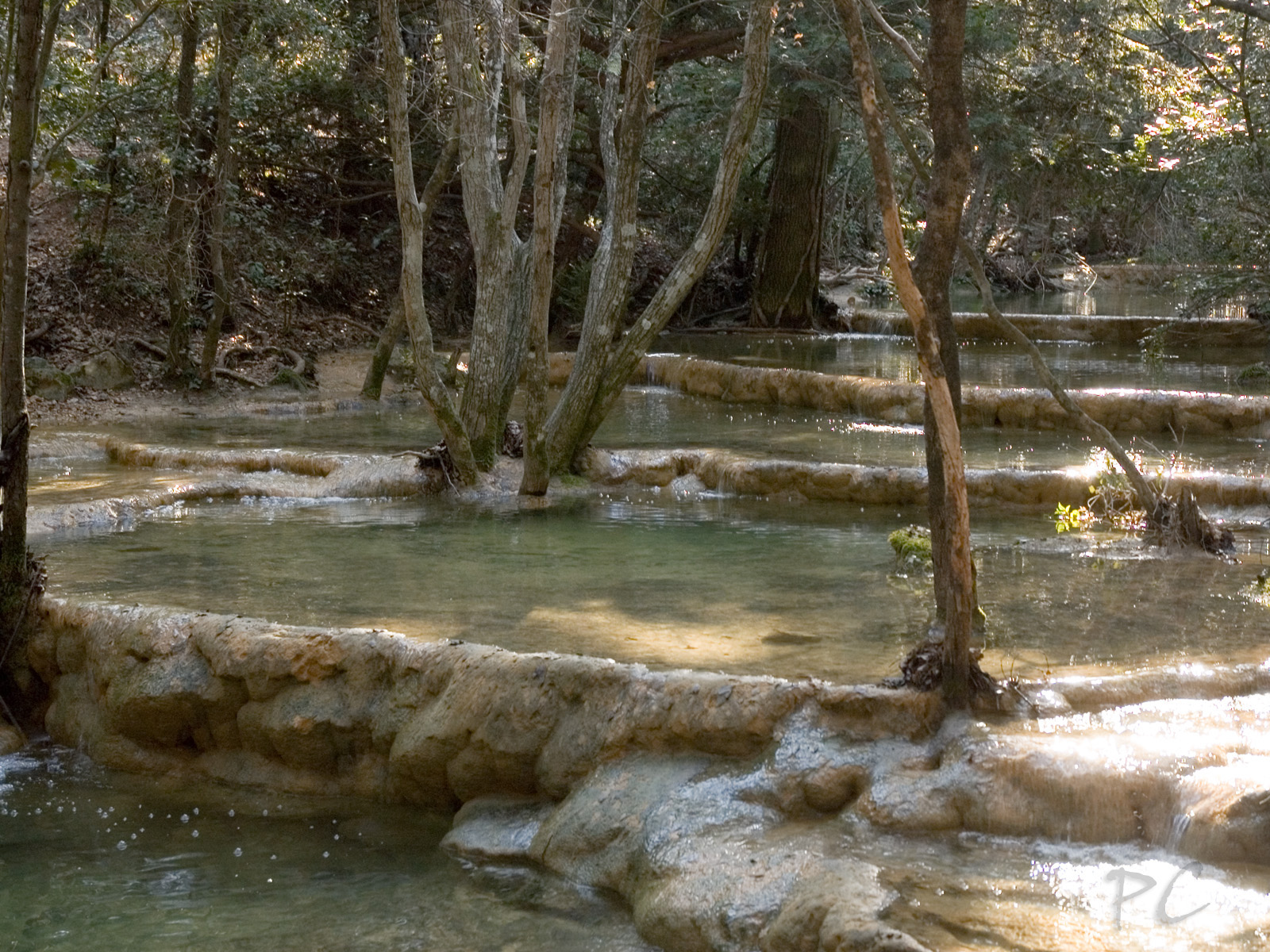
Étagement de gours dans une tuffière active, aux sources de l'Huveaune.

Le travertin se forme aux émergences de certaines sources ou cours d'eau à petites cascades, par précipitation/cristallisation de carbonates à partir d'eaux sursaturées en ions Ca2+ et HCO3−. Cette cristallisation n'est généralement pas spontanée. Elle résulte des effets conjugués
- d'une chute rapide de la pression partielle de CO2 de l'eau[4] ;
- d'une hausse de la température ambiante[4] ;
- d'une augmentation de l'oxygénation[4] ;
- de la turbulence des eaux[4] ;
- d'algues (ex. : Phormidium, Schizothrix), éventuellement au milieu d'une zone de bryophytes[5] ;
- des hépatiques, qui comme les mousses peuvent s'encroûter ;
- de champignons, sous forme de filaments mycéliens (ils sont présents dans la plupart des travertins composés à partir d'algues[6]) et - rarement - ils abritent des lichens[7] ;
- de bactéries (cyanophycées généralement[8],[9]) ;
- de bryophytes (les roches fabriquées par des bryophytes sont parfois dites bryolithes[10]).

La végétation repousse de manière continue sur la structure au fur et à mesure qu'elle se calcifie et meurt. Au sein de la roche qui se forme, la nécromasse se décompose progressivement (débris végétaux tels que feuilles et branches qui fermentent puis disparaissent) pour ne pratiquement laisser que la matrice minérale. Ce cycle est entretenu tant qu'un apport d'eau sursaturée en carbonate se poursuit et que les algues et bryophytes croissent plus rapidement que le travertin ne se forme.
Le travertin est très fin quand il s'est formé en présence de biocénoses d'algues fines et/ou de bactéries encroutantes.

Il est au contraire grossier, poreux et riche en microcavités s'il est plutôt produit sur des tapis épais de mousses (bryophytes de type Brachythecium sp., Bryum sp., Cratoneuron sp., ou Gymnostonum recurvirostrum (Hedw.). Les algues peuvent coloniser des mousses et il en résulte un faciès intermédiaire.
Dans les travertins grossiers, se trouvent parfois aussi des feuilles ou branches ou racines fossilisées.
Il existe de nombreux sites de dépôts tuffiers « néogènes » où l'on peut observer le phénomène de production de la roche. On parlera d'une source pétrifiante. En zone tempérée, les bryophytes croissent relativement lentement (1 à 4 mm/an pour Cratoneuron commutatum var. commutatum ; 2 à 3 mm/an pour Eucladium verticillatum, 1 à 3 mm/an pour Gymnostomum recurvostrum ; mais jusqu'à environ 30 mm pour Rhynchostegium riparioides selon A. Pentecost.

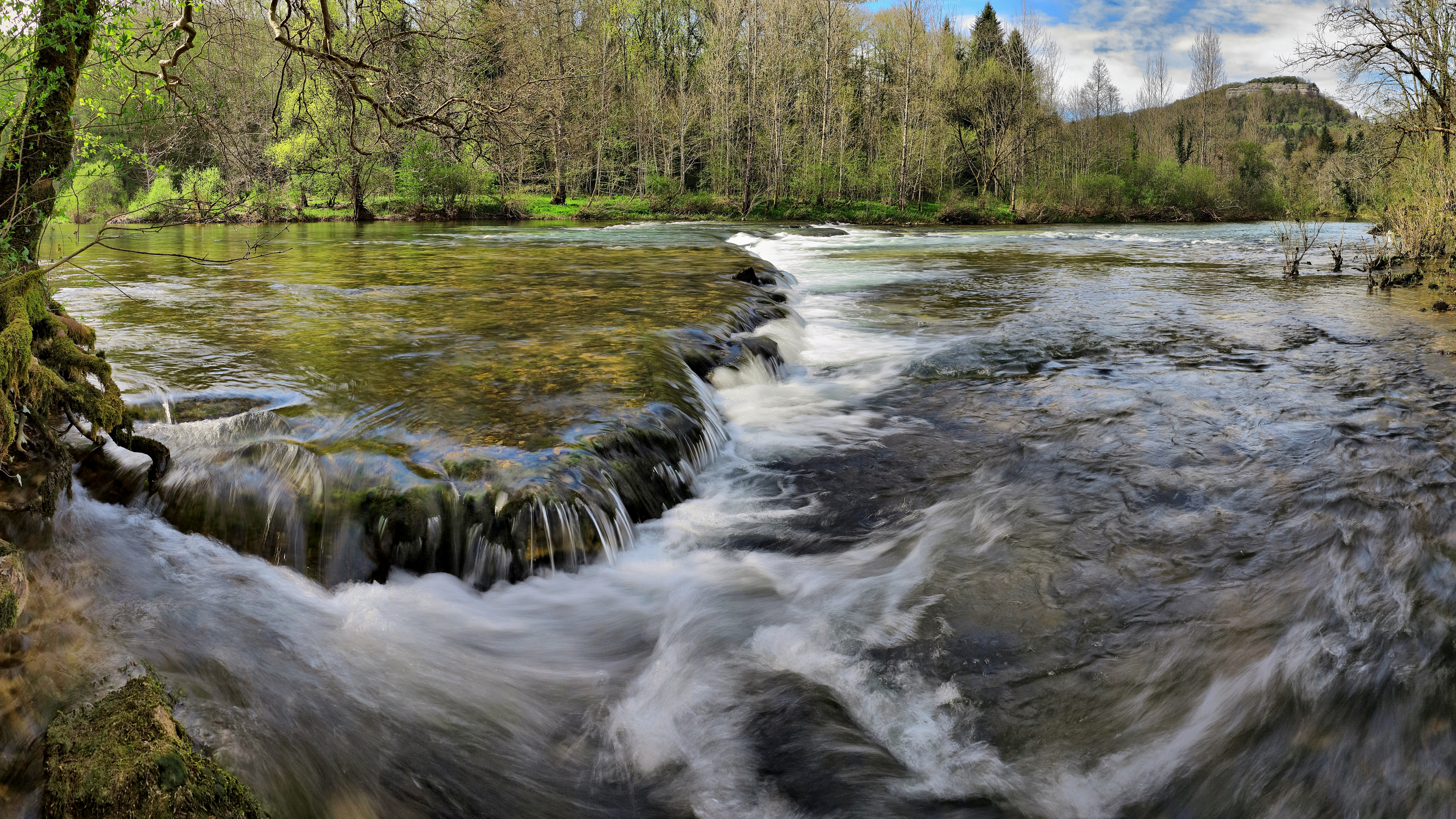
Nassi sur la Loue près de Cléron.

Le travertin peut prendre la forme de marches d'escalier, de barrages (appelés nassis en Franche-Comté), de vasques, etc..
Un barrage de castor peut y contribuer, comme dans le cas étudié par Geurts et al. dans le bassin de la rivière Coal.
Si les eaux sont hydrothermales, en région froide, la biominéralisation continue à se produire activement en hiver.
Les bassins et biohermes qui existent sur certains sites actifs ne sont pas dus à la dissolution, mais à une bioconstruction et élévation continue de leurs parois par des communautés de mousses, bactéries et algues.

## Écologie
Le travertin en formation est un habitat qui abrite des communautés de bactéries et de végétaux (algues et bryophytes notamment).
Les travertins conservent des traces d'activités saisonnières qui leur confèrent des stratifications, ce qui permet de les considérer comme des structures stromatolithiques.
L'étude du contenu de travertins anciens peut être faite par décalcification (en utilisant par exemple de l'acide acétique dilué).
Ceci permet de libérer un grand nombre de restes d'organismes piégés dans la matrice calcaire ; bactéries, cyanobactéries, pollens, microchampignons, algues eucaryotes, et petits animaux. Sur 300 échantillons de travertins décalcifiés par Freytet et al., seuls 9 contenaient encore des cristaux d'oxalate de calcium sous forme de faisceaux d'aiguilles, de sphérulites et de prismes bipyramidaux tétragonaux (formes cristallines proches de celles trouvées dans certains phanérophytes et les sols. Les cristaux d'oxalate de calcium sont métastables et se transforment rapidement en calcite par diagenèse.
Le phytosociologue évoquera par exemple les associations du Cratoneurion pour les décrire (groupement à Cratoneuron commutatum qui peut être suivi de l' Eucladietum verticillati (dominé par Eucladium verticillatum), l'association à Scytonema myochrous,,.

### Équilibre calco-carbonique

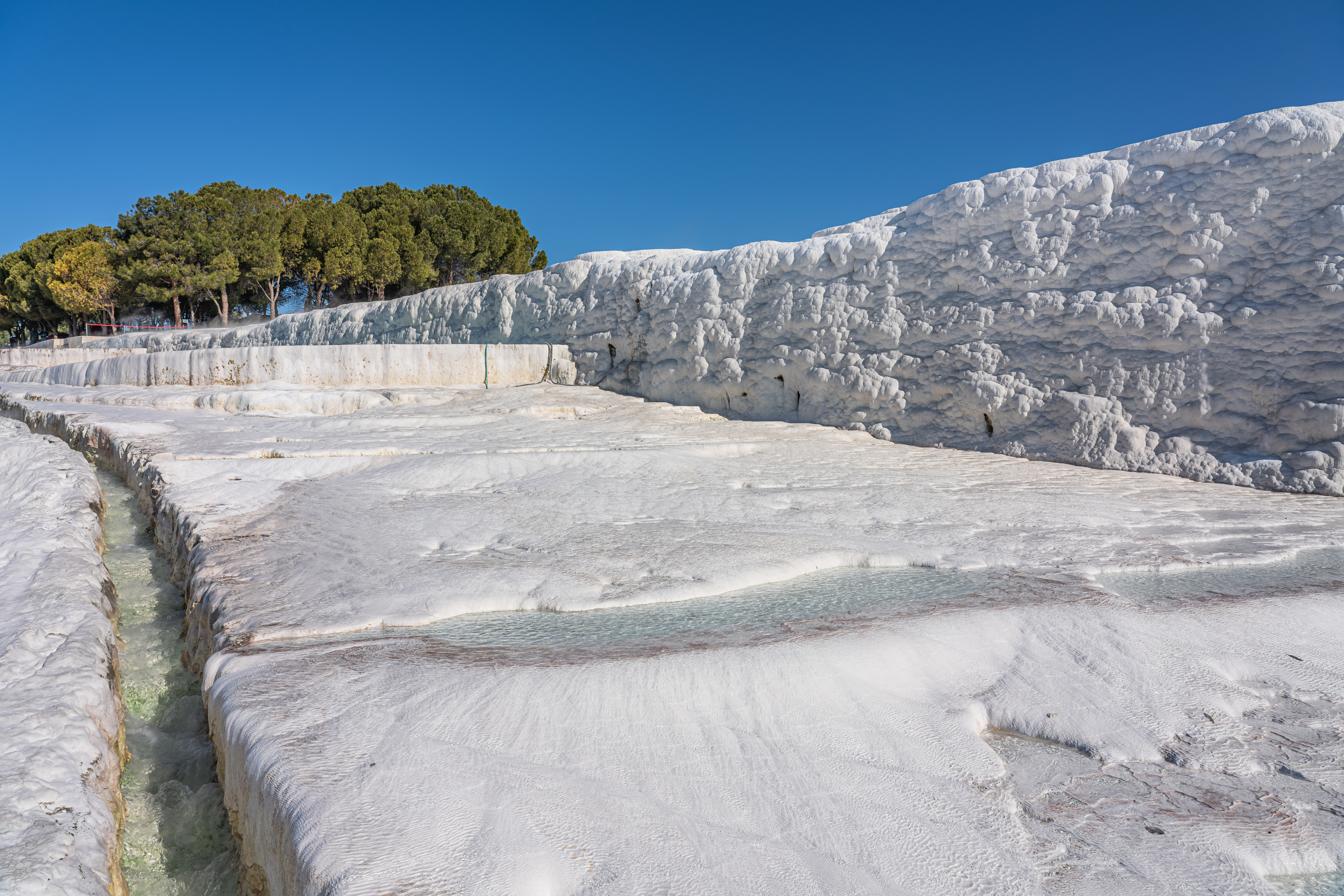
Terrasses en travertin à Pamukkale, en Turquie.

Cela donne un aspect insolite à ces petits torrents, qu'on appelle alors sources pétrifiantes ou tufières.
L'équation chimique suivante exprime l'équilibre calco-carbonique :
{\displaystyle CaCO_{3}+CO_{2}+H_{2}O\leftrightarrow Ca^{2+}+2(HCO_{3}^{-})}
À gauche de l'équation, le carbonate est solide (tuf calcaire), alors qu'à droite, il est sous forme d'ions dissous dans l'eau (érosion karstique).
C'est un dépôt de source de nature calcaire, vacuolaire, mais dans l'ensemble très solide, généralement rubané, blanchâtre. Les végétaux se sont décomposés pour laisser la pierre.

## Utilisations
Le travertin est résistant aux chocs, au gel et à l'usure. Mais il est beaucoup plus léger et facile à découper que le marbre, ce qui en a longtemps fait la roche privilégiée des constructions antiques ou de celles de la Renaissance, plus particulièrement pour les monuments religieux en Italie. Le Colisée de Rome, le théâtre de Marcellus, la basilique Saint-Pierre ainsi que de nombreux aqueducs et arcs de triomphe, sont bâtis avec du travertin venu de la carrière de Tivoli, à quelques dizaines de kilomètres de Rome.

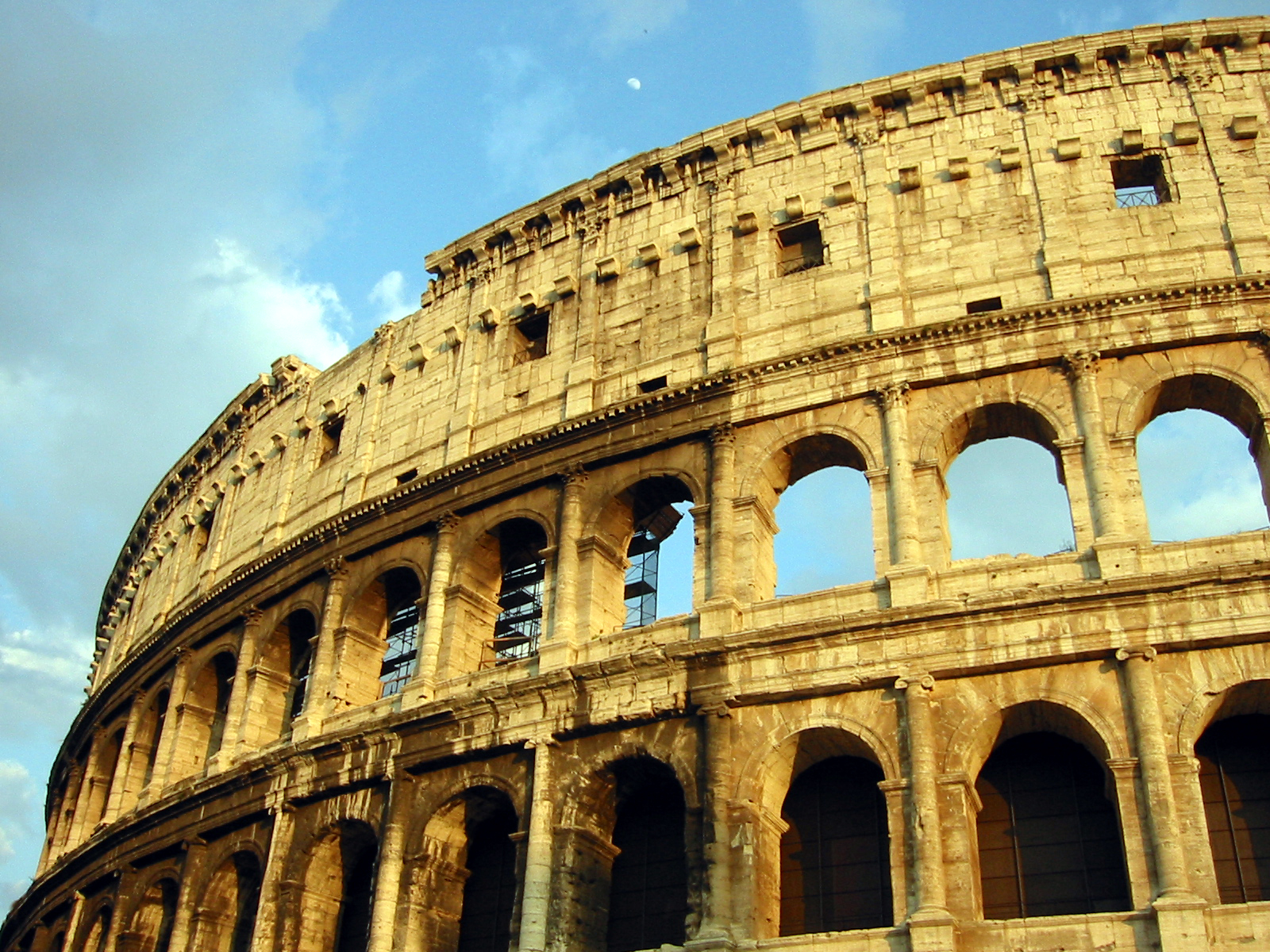
Colisée à Rome (70-72), construit en travertin.

« C'est une roche calcaire blanchâtre tirant sur le jaune et donnant des blocs de la plus grande dimension : son grain est très-fin, mais elle est persillée. Au sortir de la carrière elle est tendre, et devient ensuite fort dure ; sa ténacité la rend capable de supporter sans se rompre une charge considérable (...) Il est vrai qu'elle éclate au feu, mais elle résiste à toutes les intempéries de l'air. Enfin, elle acquiert avec le temps un ton chaud et coloré d'un aspect fort agréable. »
« Le travertin est un dépôt calcaire d'eau douce, mais il n'est pas disposé en bancs d'une épaisseur uniforme : sa hauteur varie, au contraire, pour chaque bloc ; ce qui, afin de ménager la pierre, oblige à faire des raccordements. L'inconvénient d'avoir des assises non réglées diminue au reste pour le travertin, parce que les nuances des divers morceaux diffèrent infiniment peu entre elles. La plupart étant d'ailleurs posés sans mortier ou avec un mortier composé de sable très-fin, les joints sont peu sensibles et l'irrégularité s'aperçoit à peine. »
Le travertin, importé en France, provient majoritairement de Turquie. Il est utilisé en dallage, carrelage, escaliers, pour des douches à l'italienne ou en extérieur pour les margelles de piscine, les terrasses ou les pierres tombales. Le travertin n'a pas besoin de beaucoup d'entretien et n'accumule pas la chaleur. La pierre se décline en une palette de couleurs allant du blanc ou gris au marron foncé.
On le pose brut de sciage ou vieilli, sans rebouchage des cavités, contrairement à l’intérieur, où il est poli ou adouci et rebouché, pour la commodité de l’entretien.

## Gisements

### Dans le Latium
Des travertins sont extraits dans de nombreux lieux dans le monde. Les carrières les plus célèbres, historiques, et importantes se situent sur la zone de Tivoli Terme et Favale-Campolimpido près de Tivoli et Villalba près de Guidonia Montecelio dans le Latium en Italie. Les carrières près des villes d'Orte, de Viterbe, et d'Ascoli en Italie sont aussi réputées. Ces travertins sont utilisés localement ou exportés vers d'autres régions d'Italie et à l'étranger.
La pierre Palommno est un tuf calcaire dont on fait une excellente chaux, et qu'on trouve en abondance dans les montagnes de Palestrine et de Tivoli. Cette pierre est blanche, poreuse, tantôt fragile et tantôt compacte. Les anciens s'en servaient quelquefois pour les ouvrages de maçonnerie de blocage, et même pour les ouvrages réticulés, opus reticulatum.
« Voici de quelle manière est dirigée l'exploitation du travertin au pied des collines de Tivoli, d'où l'on tire la majeure partie de celui qu'on emploie aux constructions de Rome. On découvre dans toute cette plaine, au-dessous d'une terre fertile et à la profondeur d'environ 70 cm à 90 cm, une première couche de travertin de qualité inférieure, et interrompue de distance en distance par des fentes ou quelques parties terreuses. En conduisant la fouille à une profondeur de 6 à 7 mètres, on trouve une couche de calcaire crayeux d'environ 12 cm d'épaisseur, d'où sortent des sources d'eau. Enfin, sous ce calcaire crayeux, on rencontre le travertin propre à l'exploitation. Cette division des carrières de travertin en deux couches bien distinctes rend plus facile l'extraction de la couche inférieure.»

### Dans le département de la Marne
Certains travertins d'âge thanétien de Sézanne dans la Marne comportent de magnifiques empreintes de feuilles.

### En Belgique

#### Hesbaye
- Vallée du Geer (aquifère du Crétacé)[20]
- Vivier de Vivegnis[21], probablement alimenté par des araines[22]
- Sources du Rida (aquifère du Crétacé)
- Basse vallée de la Légia (actuellement sous la Place Saint-Lambert) (aquifère du Crétacé)[23]
- Hollogne-aux-Pierres[24]
- Hoegaarden[20]
- Enghien[20]
- Hesbaye humide (aquifère du Membre d'Alden Biesen)[20]

#### Pays de Herve
- Bolland[25]
- Fouron-Saint-Martin[26]

#### Condroz
- Le Hoyoux

#### Lorraine belge
- Chassepierre
- Nombreuses autres "cranières"

## Galerie d'images

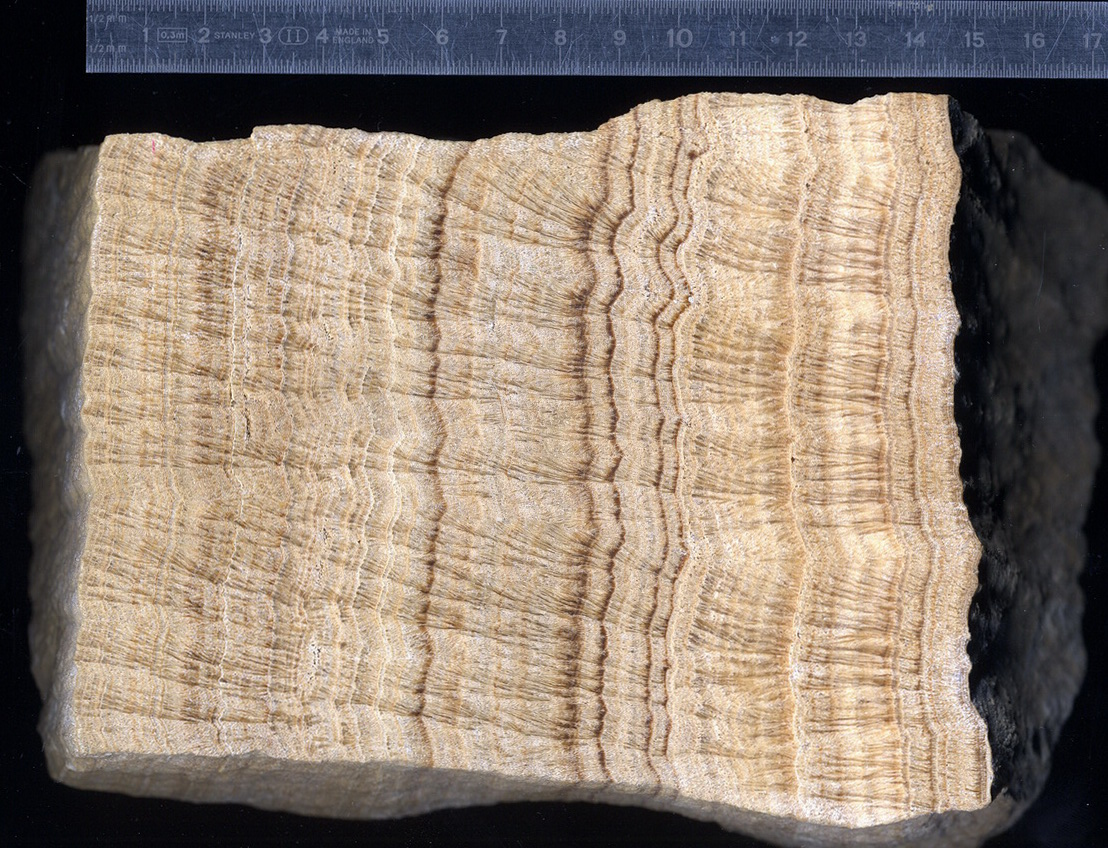
Carbonate de calcium précipité : dépôt intra-luminales de l'aqueduc de Mons à Fréjus.
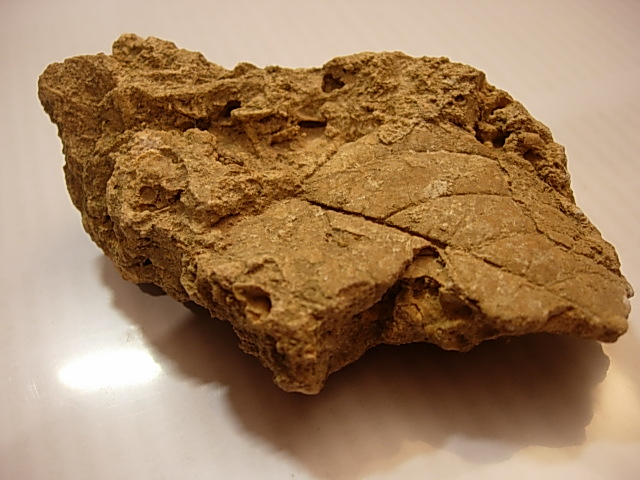
Travertin de Sézanne : l'empreinte de feuilles de vigne est si fine que le détail de leurs nervures est conservé.
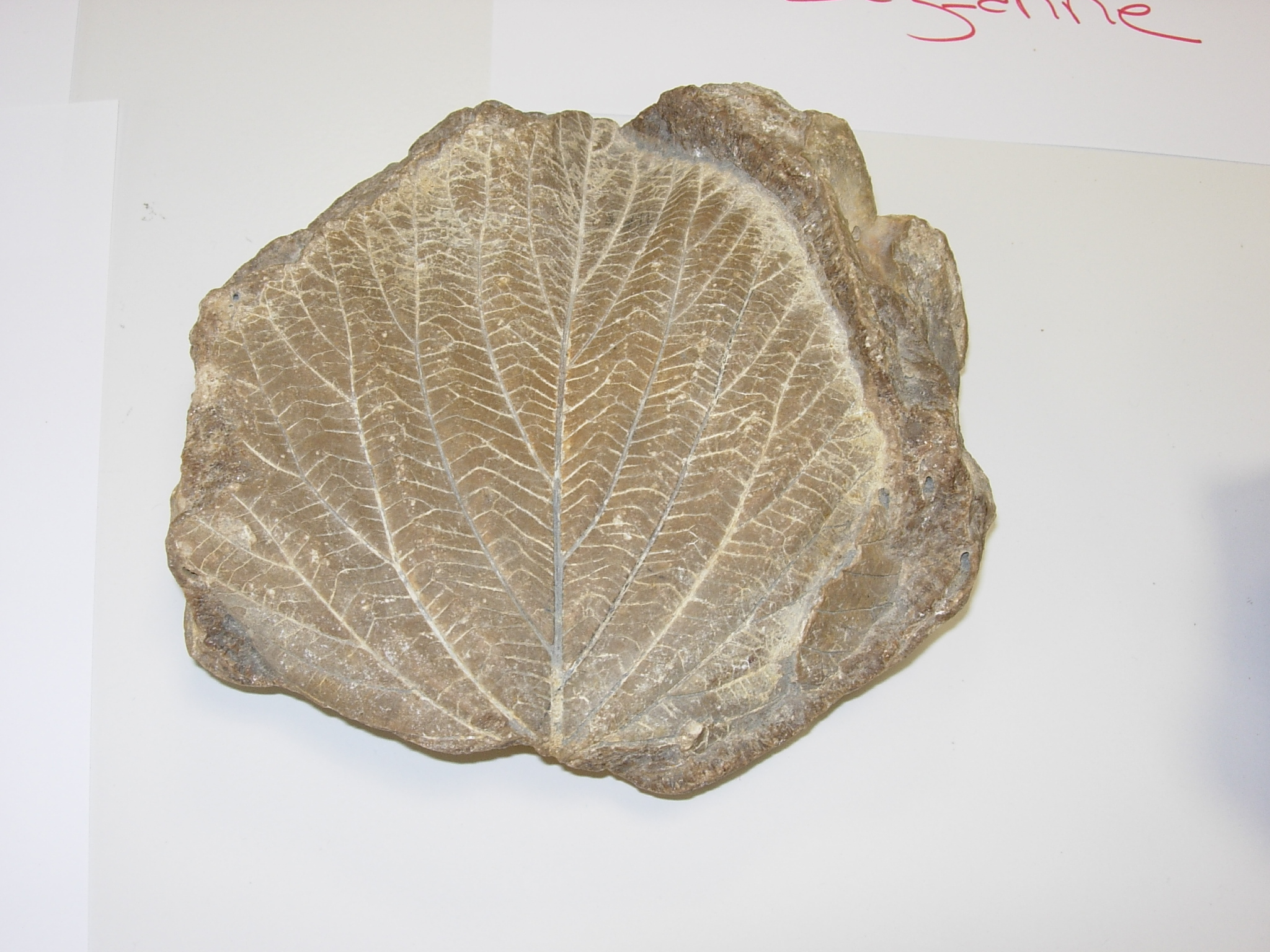
Cissus primaeva, vitaceae, Sézanne.
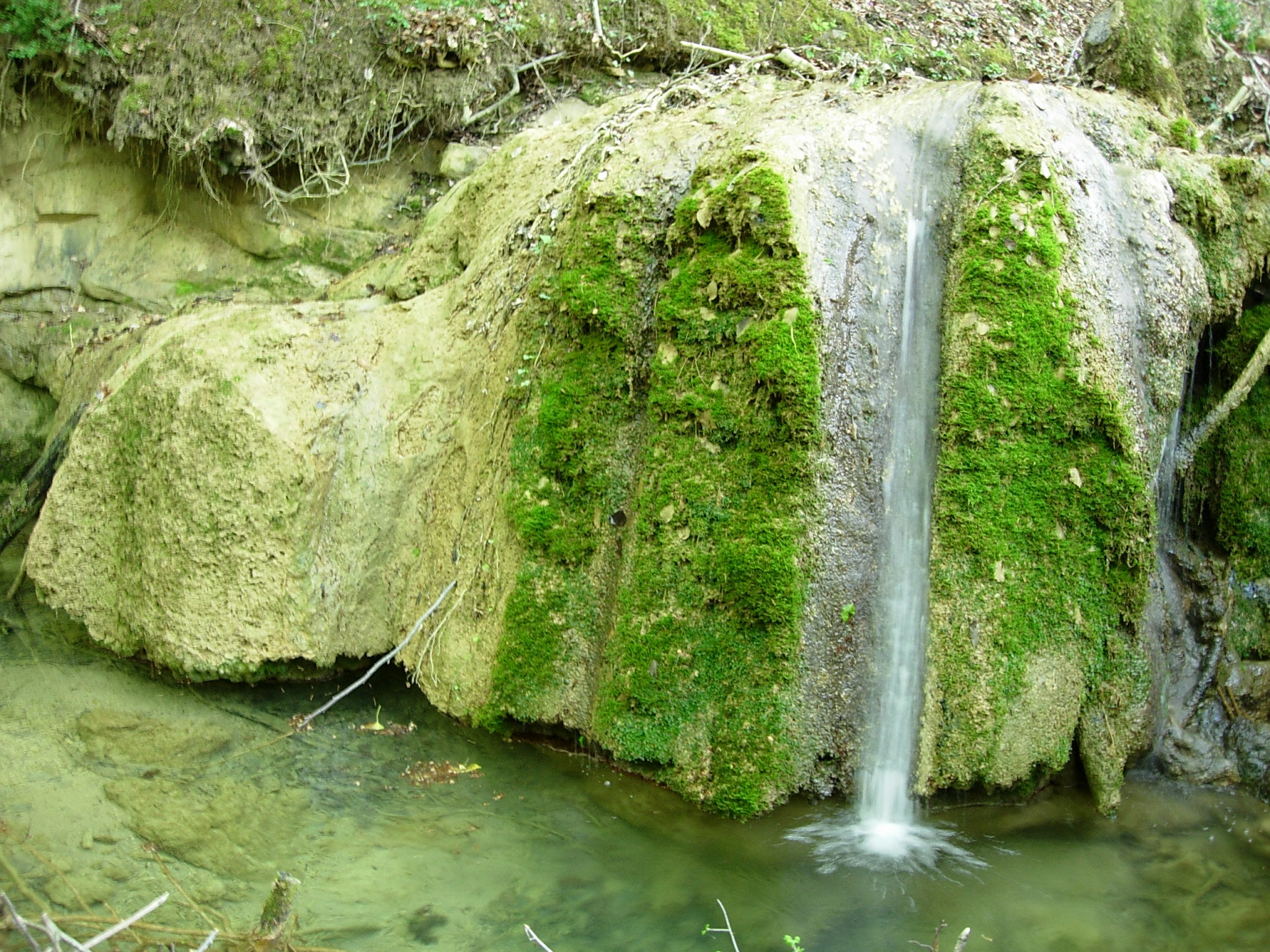
Formation de tuf calcaire (Aude).
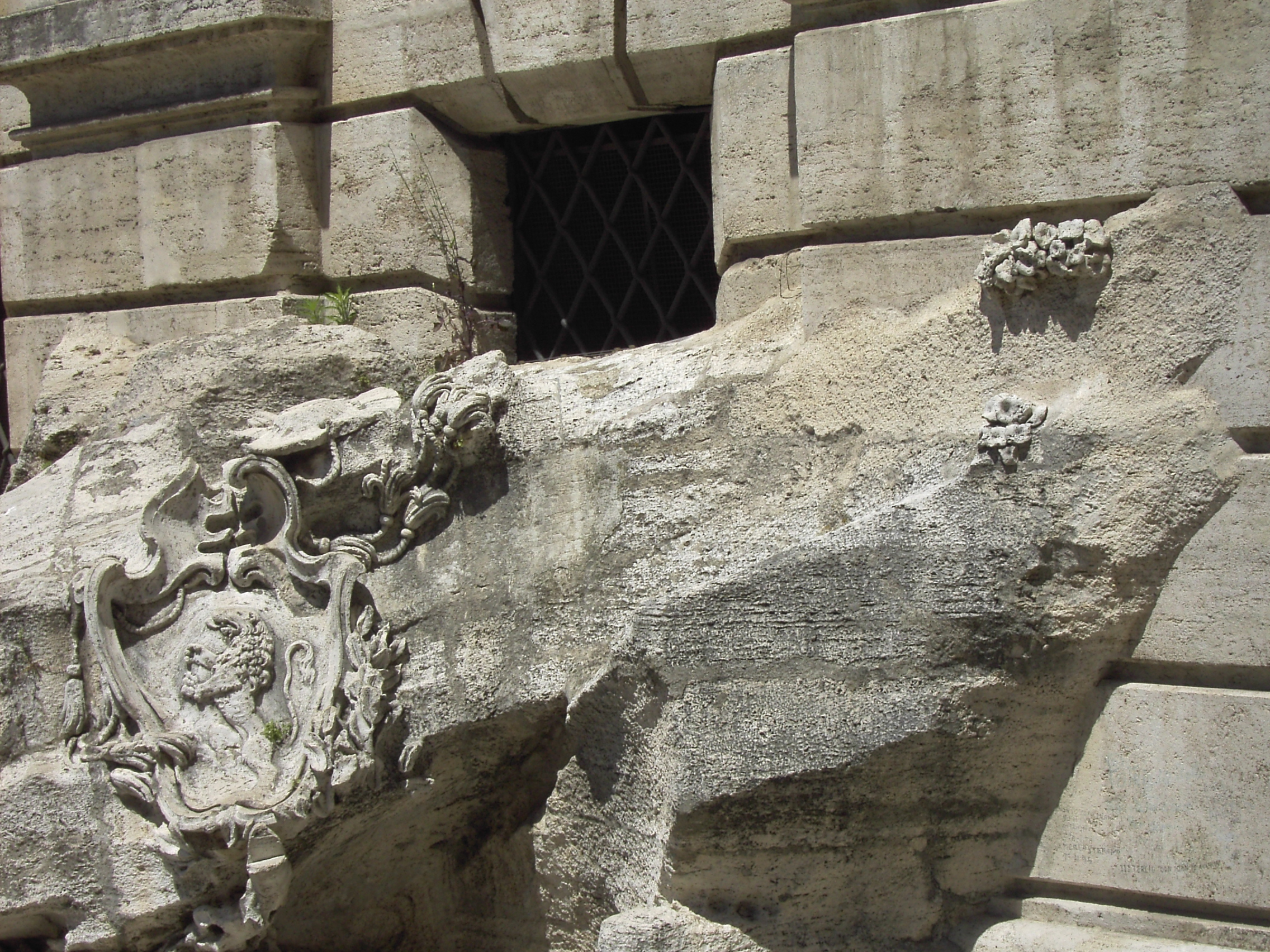
Travertin sculpté à la fontaine de Trevi (Rome).
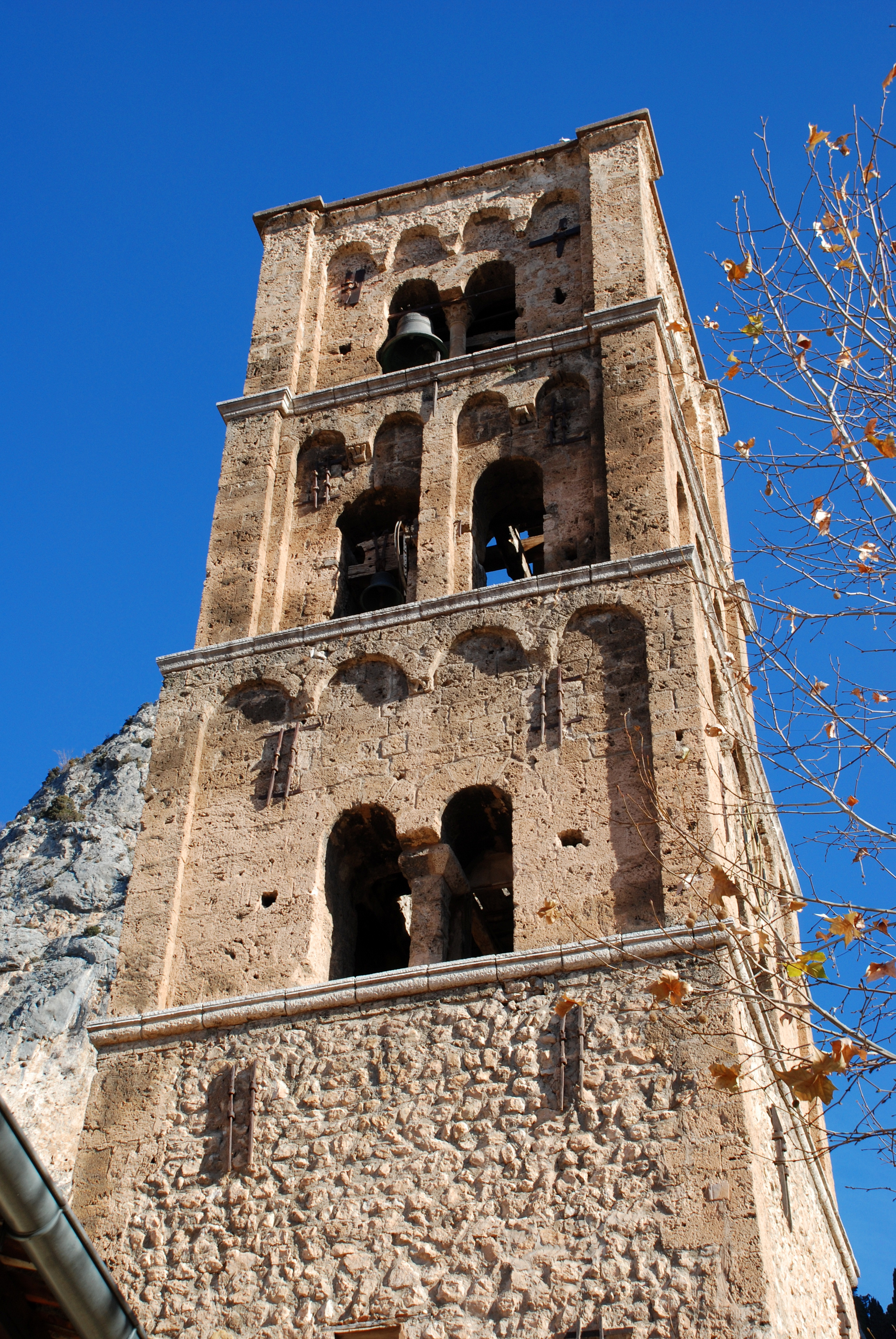
Le clocher de Moustiers-Sainte-Marie est en tuf calcaire.